# Europese kampioenschappen openwaterzwemmen 2016
De Europese kampioenschappen openwaterzwemmen 2016 werden van 10 tot en met 14 juli 2016 gehouden op het Markermeer in Hoorn, Nederland. 

## Programma
| Onderdeel                | Juli | Juli | Juli | Juli | Juli | Juli | Juli |
| Onderdeel                | 10   | 11   | 12   | 13   | 14   |      |      |
| ------------------------ | ---- | ---- | ---- | ---- | ---- | ---- | ---- |
| 5 km tijdrace (m)        |      |      | Goud |      |      |      |      |
| 10 km massastart (m)     | Goud |      |      |      |      |      |      |
| 25 km massastart (m)     |      |      |      |      | Goud |      |      |
|                          |      |      |      |      |      |      |      |
| 5 km tijdrace (v)        |      |      | Goud |      |      |      |      |
| 10 km massastart (v)     | Goud |      |      |      |      |      |      |
| 25 km massastart(v)      |      |      |      |      | Goud |      |      |
|                          |      |      |      |      |      |      |      |
| 5 km landenwedstrijd (g) |      |      |      | Goud |      |      |      |
| Totaal                   | 2    | 0    | 2    | 1    | 2    |      |      |

## Medailles

### Mannen
| Onderdeel | Goud             | Goud      | Zilver           | Zilver    | Brons                | Brons     |
| --------- | ---------------- | --------- | ---------------- | --------- | -------------------- | --------- |
| 5 km      | Kirill Abrosimov | 54.34,3   | Federico Vanelli | 54.54,4   | Caleb Hughes         | 55.06,1   |
| 10 km     | Ferry Weertman   | 1.55.20,6 | Jack Burnell     | 1.55.21,2 | Marc-Antoine Olivier | 1.55.21,6 |
| 25 km     | Axel Reymond     | 5.02.22,0 | Matteo Furlan    | 5.06.07,5 | Edoardo Stochino     | 5.09.19,4 |

### Vrouwen
| Onderdeel | Goud                         | Goud      | Zilver        | Zilver    | Brons                 | Brons     |
| --------- | ---------------------------- | --------- | ------------- | --------- | --------------------- | --------- |
| 5 km      | Danielle Huskisson           | 59.46,1   | Finnia Wunram | 59.52,4   | Sharon van Rouwendaal | 59.54,9   |
| 10 km     | Rachele Bruni Aurelie Muller | 2.07.00,1 |               |           | Arianna Bridi         | 2.07.03,6 |
| 25 km     | Martina Grimaldi             | 5.26.47,8 | Olga Kozydub  | 5.26.49,8 | Caroline Jouisse      | 5.26.50,5 |

### Gemengd
| Onderdeel            | Goud                                                 | Goud    | Zilver                                                  | Zilver  | Brons                                           | Brons   |
| -------------------- | ---------------------------------------------------- | ------- | ------------------------------------------------------- | ------- | ----------------------------------------------- | ------- |
| 5 km landenwedstrijd | Italië Simone Ruffini Federico Vanelli Rachele Bruni | 55.59,3 | Duitsland Rob Muffels Andreas Waschburger Finnia Wunram | 56.37,0 | Hongarije Márk Papp Dániel Székelyi Éva Risztov | 56.42,6 |

### Medaillespiegel
| Plaats | Land                | Goud | Zilver | Brons | Totaal |
| 1      | Italië              | 3    | 2      | 2     | 7      |
| 2      | Frankrijk           | 2    | 0      | 2     | 4      |
| 3      | Verenigd Koninkrijk | 1    | 1      | 1     | 3      |
| 4      | Rusland             | 1    | 1      | 0     | 2      |
| 5      | Nederland           | 1    | 0      | 1     | 2      |
| 6      | Duitsland           | 0    | 2      | 0     | 2      |
| 7      | Hongarije           | 0    | 0      | 1     | 1      |
| Totaal | Totaal              | 8    | 6      | 7     | 21     |

## Organisatie
De organisatie ontving een subsidie van € 251.990 van het Ministerie van VWS, in het kader van de subsidieregeling van topsportevenementen.